# Tournoi final WSA World Series 2011
Le Tournoi final WSA World Series 2011 est l'édition 2011 des finales de squash WSA World Series (dotation 50 000 $).
Les huit meilleures joueuses des saisons 2010 et 2011 (saison de septembre 2010 à mai 2011) sont qualifiées pour l'événement qui se déroule au Queen's Club à Londres du 4 au 8 janvier 2012.
Nicol David remporte son premier trophée WSA World Series, en battant Madeline Perry en finale.

## Têtes de série
1. Nicol David (champion)
2. Jenny Duncalf (demi-finale)
3. Madeline Perry (finale)
4. Rachael Grinham (1er tour)
5. Laura Massaro (demi-finale)
6. Camille Serme (1er tour)
7. Low Wee Wern (1er tour)
8. Donna Urquhart (1er tour)

## Poules
| Nicol David    | 11 | 11 |  | - | 6 | 6 |  | Camille Serme  |
| Madeline Perry | 11 | 11 |  | - | 7 | 6 |  | Donna Urquhart |

| Nicol David    | 11 | 11 |   | - | 4  | 4 |    | Donna Urquhart |
| Madeline Perry | 6  | 11 | 7 | - | 11 | 5 | 11 | Camille Serme  |

| Nicol David   | 11 | 12 |   | - | 6 | 10 |    | Madeline Perry |
| Camille Serme | 11 | 8  | 8 | - | 9 | 11 | 11 | Donna Urquhart |

| Rang | Joueuse        | Match | G | P | Jeux |
| ---- | -------------- | ----- | - | - | ---- |
| 1    | Nicol David    | 3     | 3 | 0 | 6    |
| 2    | Madeline Perry | 3     | 1 | 2 | 2    |
| 3    | Camille Serme  | 3     | 1 | 2 | 2    |
| 4    | Donna Urquhart | 3     | 1 | 2 | 2    |

| Jenny Duncalf   | 5 | 11 | 11 | - | 11 | 6 | 6 | Laura Massaro |
| Rachael Grinham | 9 | 11 | 11 | - | 11 | 9 | 8 | Low Wee Wern  |

| Jenny Duncalf   | 11 | 11 |  | - | 7 | 8 |  | Low Wee Wern  |
| Rachael Grinham |    | wo |  | - |   |   |  | Laura Massaro |

| Jenny Duncalf |    |    |  | - |   | wo |  | Rachael Grinham |
| Laura Massaro | 11 | 11 |  | - | 3 | 4  |  | Low Wee Wern    |

| Rang | Joueuse         | Match | G | P | Jeux |
| ---- | --------------- | ----- | - | - | ---- |
| 1    | Jenny Duncalf   | 3     | 3 | 0 | 6    |
| 2    | Laura Massaro   | 3     | 2 | 1 | 4    |
| 3    | Rachael Grinham | 3     | 1 | 2 | 2    |
| 4    | Low Wee Wern    | 3     | 0 | 3 | 0    |

## Tableaux et résultats
|  | Demi-finales | Demi-finales   | Demi-finales   | Demi-finales | Demi-finales | Demi-finales | Demi-finales   |               |    | Finale | Finale | Finale | Finale | Finale | Finale | Finale |
|  |              |                |                |              |              |              |                |               |    |        |        |        |        |        |        |        |
|  | 1re gr. A    | Nicol David    | 8              | 11           | 11           |              |                |               |    |        |        |        |        |        |        |        |
|  | 2e gr. B     | Laura Massaro  | 11             | 4            | 3            |              |                |               |    |        |        |        |        |        |        |        |
|  | 2e gr. B     | Laura Massaro  | 11             | 4            | 3            |              | Nicol David *  | Nicol David * | 11 | 11     | 11     |        |        |        |        |        |
|  |              |                |                |              |              |              |                | Nicol David * | 11 | 11     | 11     |        |        |        |        |        |
|  |              | Madeline Perry | Madeline Perry | 9            | 9            | 9            |                |               |    |        |        |        |        |        |        |        |
|  | 2e gr. A     | Madeline Perry | Madeline Perry | 9            | 9            | 9            | Madeline Perry | 11            | 11 | 11     |        |        |        |        |        |        |
|  | 2e gr. A     |                |                |              |              |              | Madeline Perry | 11            | 11 | 11     |        |        |        |        |        |        |
|  | 1re gr. B    | Jenny Duncalf  | 13             | 8            | 5            |              |                |               |    |        |        |        |        |        |        |        |